# Похилевич, Лаврентий Иванович
Лаврентий Иванович Похилевич (укр. Похилевич Лаврентій Іванович; 10 [22] августа 1816, Горошков, Таращанский уезд, Киевская губерния, Российская империя — 18 [30] марта 1893, Воздвиженск, Радомысльский уезд, Киевская губерния, Российская империя) — русский и украинский священнослужитель, краевед и историк, надворный советник.

## Биография
Родился 10 (22) августа 1816 года в Горошкове Киевской губернии. Его родителями были приходский священник Свято-Богословской церкви — Иван Мануйлович Похилевич и Марфа Ивановна. Окончив класс богословия Киевской духовной академии, Иван Похилевич с 1815 года, до смерти в августе 1831 года, служил в Горошкове.
1 сентября 1833 года, после окончания Киевского уездного духовного училища, Лаврентий поступил в Киевскую духовную семинарию. Через шесть лет, завершив курс обучения, он обратился с прошением о предоставлении ему места священника в родном селе, которое и получил. 30 апреля 1840 года Похилевич поступил на службу в Киевскую духовную консисторию и 3 октября этого же года был назначен столоначальником. В апреле 1843 года он был переведен на должность помощника секретаря консистории. В 1850-х годах одновременно исполнял обязанности делопроизводителя в губернском комитете по обеспечению сельского духовенства.
В 1860-х годах Похилевич принимал участие в работе Киевского статистического комитета, где началась его исследовательская деятельность. Именно с помощью этого учреждения он впоследствии опубликовал свои произведения.
Закончил службу в Киевской духовной консистории 25 августа 1864 года. В 1877 году он приобрёл 445 десятин земли при селе Воздвиженске Радомысльского уезда Киевской губернии.
Умер 18 (30) марта 1893 года в Воздвиженске, похоронен на погосте Воздвиженской церкви. На его могиле была установлена в 1898 году надгробная плита с надписью: «Надворный советник Лаврентий Иванович Похилевич. Автор сказаний о населённых местностях Киевской губернии. 10.VIII.1816 — 18.III.1893 год. Помилуй мя Боже, помилуй мя».

## Труды
Первая книга Лаврентия Похилевича под названием «Сказание о населённых местностях Киевской губернии» вышла в 1864 году. Она была отпечатана Лаврской типографией в количестве 1050 экземпляров. В 1865 году Петербургской Академией наук книга была удостоена малой Уваровской премии.
В 1865 году Похилевич издал книгу «Монастыри и церкви г. Киева». В ней были приведены сведения о хозяйстве 59 православных церквей и монастырей Киева, а также молитвенных домах старообрядцев, лютеран, евреев. Кроме того, в отдельной таблице имелись статистические данные о церквях и монастырях Киевского, Радомысльского, Васильковского, Сквирского, Бердичевского, Липовецкого, Уманского, Таращанского, Каневского, Звенигородского, Черкасского и Чигиринского уездов Киевской губернии.
Следующим его трудом стала вышедшая в 1887 году книга «Уезды Киевский и Радомысльский». Это был первый выпуск задуманного Похилевичем большой работы, имевшей целью историко-статистическое описание Киевской губернии в нескольких выпусках.